# Перегрин Тук
Перегрин Тук (известен още като Пипин) е глуповат хобит от рода Тук. Има приключенски дух като цялата си фамилия. Всеки хобит, включително и той, има непреодолима страст към гъбите, пушенето и хубавата бира. Добър приятел на Фродо Бегинс, Сам и Мери

## „Властелинът на пръстените“
Тръгва за Ломидол заедно с Фродо и впоследствие става част от „Задругата на пръстена“. Когато „Задругата“ се разпада, той бива отвлечен от Урук хай заедно с Мери. По-късно избягват и отиват при Ентите, скоро участват в разрушаването на Исенгард. Скоро след това се подлъгва и поглежда в един от Палантирите. Заедно с Гандалф потегля към Гондор и става „Пазител на Кулата“. Участва в битката пред портите на Мордор, където за малко не бива убит от голям планински трол.
След Второто низвергване на Саурон, той се прибира и става Тан на Графството.

## Даймънд
Даймънд е името на съпругата на Перегрин Тук I и майката на синът му Фарамир Тук I. Тя е хобит и била много красива.